# Wojkowice
Wojkowice (germană Woikowize) este un oraș în Polonia.